# Международный комитет Четвёртого интернационала
Международный комитет Четвёртого интернационала (МКЧИ, англ. International Committee of the Fourth International, ICFI) — международная политическая организация, объединяющая малочисленные группы в нескольких странах мира. В основном, МКЧИ известен своими публикациями на Мировом социалистическом веб-сайте (World Socialist Web Site).

## История МКЧИ

### Образование
Международный комитет возник как политическая фракция в Четвёртом интернационале в 1953 году, и объединял секции, имевшие политические разногласия с руководством Четвёртого интернационала. Ведущую роль в МКЧИ играли Социалистическая рабочая партия (США), британская секция Джерри Хили и Международная коммунистическая партия Пьера Ламбера (Франция). Также Международный комитет поддерживали австрийская, китайская, индийская, японская, новозеландская и аргентинская секции.
Формирование Международного комитета было положено публикацией «Открытого письма троцкистам всего мира», автором которого был Джеймс Патрик Кэннон. В открытом письме объяснялась, в частности, позиция СРП (США), согласно которой «паблоистский ревизионизм» стал результатом недоверия к революционным возможностям рабочего класса и «импрессионистской оценки силы и перспектив сталинизма». Пабло в 1951 году высказал мысль, что переход от капитализма к социализму может продолжаться несколько столетий. Сторонники открытого письма увидели в этом намек на возможные «несколько столетий существования деформированных рабочих государств». Эта фаза в будущем ошибочно приписывалась Пабло или его теории «войны — революции». Основатели МКЧИ утверждали, что политика Пабло сделает Интернационал придатком сталинизма.
Выдержка из Открытого письма, поясняющая причины раскола:

«Подведем итог: линия расхождения между ревизионизмом Пабло и ортодоксальным троцкизмом столь глубока, что ни политический, ни организационный компромисс невозможен. Фракция Пабло продемонстрировала, что она не позволит, чтобы были приняты демократические решения, верно отражающие мнение большинства. Паблоисты требуют полного подчинения их преступной политике. Они твердо намерены изгнать всех ортодоксальных троцкистов из Четвёртого интернационала или закрыть им рот и надеть на них наручники. Их схема заключается в том, чтобы постепенно внедрить своё примиренчество со сталинизмом, избавиться от тех, кто понял, что происходит и начинает сопротивляться этому».

### 1953—1963 годы
В глазах МКЧИ тактика долгосрочного (глубинного) энтризма («entryism sui generis»), предложенная Пабло, означает растворение троцкистов в коммунистических партиях. После ухода откола МКЧИ в 1953 году, многие секции Четвёртого интернационала энтрировались в коммунистические партии.
Несколько секций МКЧИ осуществляли временный энтризм, подчеркивая, что он является лишь краткосрочным. Они придерживались принципа, что только Четвёртый интернационал, марксистская организация рабочего класса может возглавить мировую революцию.
Оценивая всю губительность маккартизма и репрессивного законодательства США для СРП, её руководство стремилось заложить хорошую основу для взаимодействия в мировом масштабе в рамках демократического централистского Интернационала. Однако конференции Международного комитета не собирались до 1958 года. Кроме того, СРП вынуждена была формально иметь лишь статус наблюдателя при Интернационале, подчиняясь законам США, запрещающим политическим организациям входить в международные объединения.
После начала Венгерской революции 1956 года американская СРП стала публично отмечать единство позиций с Международным секретариатом Четвёртого интернационала. Исчезновение Социалистического союза, официальной секции Четвёртого интернационала, устранило первый барьер для объединения. Общей оказалась позиция СРП и МСЧИ в оценке Алжирской войны за независимость и Кубинской революции. В 1960 году произошло объединение индийской и японской секций МКЧИ и МСЧИ. Тем временем, внутри Четвёртого интернационала происходит уменьшение авторитета Мишеля Пабло, который являлся противником объединения. Таким образом, подготавливалась почва для воссоединения двух тенденций. В 1962 году МКЧИ и МСЧИ сформировали Комиссию по организации объединительного конгресса.
В 1963 году СРП (США), австрийская, канадская, китайская и новозеландская секции МКЧИ воссоединились с Четвёртым интернационалом на Седьмом мировом конгрессе. Был сформирован новый руководящий орган Интернационала — Объединённый секретариат.

### 1963—1971 годы
Часть организаций Международного комитета не поддержала решение о воссоединении. В их число входили Социалистическая трудовая лига (СТЛ) в Британии, Международная коммунистическая партия во Франции, а также Революционная тенденция в СРП (США).
Члены СРП, которые выступали против воссоединения с Четвёртым интернационалом, объединились вокруг Тима Вулфорта и Джеймса Робертсона, и создали Революционную тенденцию внутри партии. Они возглавляли тенденцию меньшинства до тех пор, пока в 1964 году они не были исключены из СРП. Они создали Американский комитет Четвёртого интернационала, который действовал в самом тесном контакте с Международным комитетом. Позднее АКЧИ стал называться Рабочей лигой.
В дальнейшем, между Вулфортом и Робертсоном начались разногласия, и последний был в 1966 году исключен из организации. После разрыва с Американским комитетом Робертсон и его сторонники сформировали Спартакистскую тенденцию.
В 1966 году в Англии состоялась третья мировая конференция Международного комитета Четвёртого интернационала. На ней присутствовали делегаты от СТЛ (Британия), греческой организации Лукаса Карлиафтиса, присоединившейся к МКЧИ в 1964 году. Член МКП (Франция) Мишель Варга представлял Венгерскую лигу революционных социалистов, основанную в 1962 году. От США присутствовали две группы — Тима Вулфорта и Джеймса Робертсона. Присутствовали наблюдатели из франкоговорящей Африки, от небольшой немецкой группы (впоследствии ставшей Социалистической рабочей лигой), а также индивидуально несколько членов Воссоединенного Четвёртого интернационала из Цейлона и Дании. Также наблюдателями без права голоса были представители французской организации «Голос рабочих» и тенденция госкаповцев из Японии.
Конференция попыталась представить МКЧИ, как единственный настоящий Четвёртый интернационал, представляющий политическую преемственность с мировым троцкистским движением. На конференции из МКЧИ были исключены спартакисты, сформировавшие затем Международную коммунистическую лигу (Четвёртый интернационал), больше известную, как Спартакистская лига.
На конференции начались трения между французской МКП Пьера Ламбера и британской СТЛ. Причина заключалась в том, что руководство СТЛ считало, что программа Международного комитета является базой будущей революционной организации. В свою очередь МКП (в 1967 году принявшая название Международной коммунистической организации, МКО) утверждала, что Международный комитет по факту не является нормально функционирующей структурой, и что решения конгресса 1966 года «остаются мертвыми буквами».
Обе организации, и СТЛ, и МКО, считали себя продолжателями троцкистской традиции. В итоге, МКО покинула Интернационал в 1971 году, создав в 1972 году собственную политическую тенденцию, известную позже как Организационный комитет за реконструкцию Четвёртого интернационала. Несогласные с этим внутри МКО во главе с Мишелем Варгой (Балажем Надем) создали Международную лигу реконструкции Четвёртого Интернационала.
Конец 1960-х годов ознаменовался ростом всех троцкистских тенденций, и МКЧИ не был исключением. Хороший рост был у секции Интернационала в Шри-Ланке, появились новые секции — в Германии в 1971 году, и в Ирландии.

### 1971—1985 годы
В апреле 1972 года на Восьмую мировую конференцию МКЧИ собрались делегаты из 8 стран. В 1974 году британская СТЛ изменила своё название на Рабочую революционную партию, оставаясь членом Международного коимтета наряду с секциями в Ирландии, Греции, Германии, Испании, Австралии, США, Шри-Ланке и Перу.
В середине 1970-х годов у лидеров Рабочей лиги, американской секции МКЧИ, Тима Вулфорта и Нэнси Филдс, начались разногласия с руководством Международного комитета. Было развернуто несколько политических дискуссий. Филдс была обвинена в связях с ЦРУ. Центральный комитет Рабочей лиги приостановил в ней членство Нэнси Филдс, а Тим Вулфорт был снят с должности Национального секретаря организации до окончания расследования. Оба они вышли из Рабочей лиги и через некоторое время вступили в СРП. В итоге, проведенное расследование ЦК РЛ показало, что Нэнси Филдс не имела никаких связей с ЦРУ, и ей было дважды предложено восстановить своё членство в организации, однако она отказалась.
В мае 1975 года состоялся Шестая конференция МКЧИ, инициировавшая расследование «обстоятельств убийства Льва Троцкого», которое получило название «Безопасность и Четвёртый интернационал». К середине 1977 года расследование, проведенное МКЧИ, пришло к выводу, что практически все ключевые фигуры американской Социалистической рабочей партии, включая ближайшее окружение Троцкого, были агентами правительств СССР и США. В частности, агентом ФБР был назван бывший член Национального комитета СРП Джозеф Хансен
В 1980-е годы начались разногласия между руководством Рабочей революционной партии и Международным комитетом. Разногласия привели к расколу в РРП и исключению в 1985 году лидеров партии — Джерри Хили, Клифа Слоутера и Майкла Банды.

### МКЧИ в настоящее время
Сейчас Международный комитет представляет собой несколько организаций, действующих в США, Канаде, Австралии, Великобритании, Германии и Шри-Ланке. С середины 1990-х годов большинство секций МКЧИ носят название «Партия социалистического равенства». На Мировом социалистическом веб-сайте Международный комитет публикует важные, с его точки зрения, книги и статьи по истории Четвёртого интернационала, а также критикует остальные троцкистские организации.
В 2019 году на издаваемый МКЧИ WSWS обратили внимание из-за публикации на нём критики «Проекта 1619» - проекта New York Times, целью которого было переосмыслить историю США, поместив последствия рабства и вклад чернокожих американцев в центр национального нарратива страны. На WSWS проект был раскритикован как «один из компонентов преднамеренных усилий по внедрению расовой политики в суть выборов 2020 года и разжиганию разногласий среди рабочего класса». В декабре 2019 года, как писала The Washington Post, колумнист Wall Street Journal Эллиот Кауфман «вывел в мейнстрим» их критику проекта, и некоторые аргументы историков с WSWS получили популярность и вызвали дискуссии в Twitter. Критику в WSWS оценили американские правые: положительные отклики опубликовали National Review и New York Post, а директор по исследованиям Американского института экономических исследований, занимающего консервативные позиции, сказал Dartmouth Review о «странном союзе» между консервативными историками и троцкистами WSWS, которых он назвал «историками старой школы».

## МКЧИ в России
В 1993—1994 годах в Челябинске было учреждено Челябинское бюро МКЧИ. Основной деятельностью бюро было распространение работ Льва Троцкого и Вадима Роговина, а также публикация статей, в которых отражалась позиция Международного комитета.
Бюро издавало в 1994—1997 годах журнал «Рабочий-интернационалист», который с 1997 года носил название «Социальное равенство». Последний выпуск журнала состоялся в 2001 году. Кроме того, издавался русскоязычный «Бюллетень Четвёртого Интернационала», у которого всего вышло семь номеров в 1989—1993 годах.

### Молодая гвардия большевиков-ленинцев
Была основана 23 февраля 2018 года в качестве Всероссийской народной коммунистической партии молодёжи (ВНКПМ). В период 2018 по 2020 годов организация только оформлялась идеологически как ортодоксально-троцкистская. В 2020 году ВНКПМ была переименована в МГБЛ, подчёркивая преемственность организации к исторически сложившейся борьбе большевиков-ленинцев против реакционной политики сталинизма. В 2021 году была окончена оформлении организации и ставится новый вопрос о том, чтобы организация стала частью мирового и российского коммунистического движения. Это привело к тому, что МГБЛ встала перед вопросом о том, с каким Интернационалом начать взаимодействовать в вопросе построения сначала массовой молодёжной, а затем и массовой революционной партии пролетариата на территории бывшего СССР. В нынешнее время МГБЛ стремится к тому, чтобы построить секцию Международного Комитета Четвёртого Интернационала в России и во всём бывшем Советском Союзе. Построение секции сможет связать революционное движение постсоветского рабочего класса с рабочим классом по всему миру, тем самым помогая разрешить кризис революционного руководства.

## Действующие секции
| Страна         | Секция                               |
| -------------- | ------------------------------------ |
| Австралия      | Партия социалистического равенства   |
| Великобритания | Партия социалистического равенства   |
| Германия       | Партия социалистического равенства   |
| Канада         | Партия социалистического равенства   |
| США            | Партия социалистического равенства   |
| Франция        | Партия социалистического равенства   |
| Шри-Ланка      | Партия социалистического равенства   |
| Бразилия       | Группа социалистического равенства   |
| Индия          | Группа поддержки МКЧИ/WSWS           |
| Ирландия       | Группа социалистического равенства   |
| Новая Зеландия | Группа социалистического равенства   |
| Турция         | Группа социалистического равенства   |
| Пакистан       | Голос марксизма                      |
| Россия Украина | Молодая гвардия большевиков-ленинцев |

## Критика
CWI обвинили МКЧИ в «сектантстве», «политической демагогии» и паразитировании на «ревизионизме» и расколах в IV Интернационале при политическом бездействии. Кроме того, МКЧИ обвинили в работе на правительства диктаторских арабских режимов и информировании их об арабских диссидентах, основываясь на «их <МКЧИ> собственном внутреннем расследовании» при исключении РРП.
Жильбер Ашкар в ответ на вышедшие про себя публикации на WSWS назвал его «одним из примеров пропутинской, проасадовской «левой» пропаганды в сочетании с грязной журналистикой», «управляемым «троцкистским» культом во главе с политическим психом по имени Дэвид Норт, который увековечивает давнюю изношенную традицию сектантских распрей между троцкистами» и обвинил в демонизации и дискредитации всех критиков Владимира Путина, Башара Асада и «их друзей» при помощи «фальшивых «левых» и «антиимпериалистических» аргументов» и «откровенной лжи».
Анархисты из России обвинили Международный комитет Четвертого Интернационала (МКЧИ) в ответственности за арест писавшего для сайта WSWS публициста Богдана Сиротюка. В письме Сиротюку они раскритиковали МКЧИ за эксплуатацию его активизма в Украине, подвергание его риску и использование его имени для сбора средств без оказания поддержки ему или его семье. В письме также подчеркивается халатность МКЧИ в обеспечении его безопасности, отсутствие прозрачности в отношении финансовых пожертвований и неспособность оказать помощь во время его заключения. В конце письма содержится призыв к ответственности и настоятельное требование к Сиротюку пересмотреть свою связь с организацией..
Бывшие члены Международного комитета Четвертого интернационала обвиняют организацию в содействии авторитарной культуре, которая ценит лояльность и послушание выше критического мышления и политических дебатов. Говорят, что эта среда подавляет независимую мысль, маргинализирует инакомыслие и создает иерархию сверху вниз, где сомнения в руководстве встречаются с враждебностью. В качестве яркого примера они приводят то же дело Богдана Сиротюка, молодого украинского троцкиста, который подвергся государственным репрессиям за свою политическую деятельность. Они утверждают, что под руководством Норта МКЧИ не смог защитить Сиротюка, позволив ему продолжить свою работу в Украине во время военного положения, не предупредив его должным образом о рисках.
Это упущение рассматривается как существенный политический провал всей организации. Дополнительные опасения включают обвинения в финансовом мошенничестве в отношении пожертвований на защиту Сиротюка, при этом критики утверждают, что средства были использованы не по назначению, а не на Богдана Сиротюка. Они обвиняют Норта и его ближайшее окружение в финансовой эксплуатации заключения Сиротюка без предоставления средств Богдану. Критики утверждают, что МКЧИ под руководством Норта отошла от троцкистских принципов, сосредоточившись больше на сохранении контроля и власти внутри организации.